# Luis Garavito

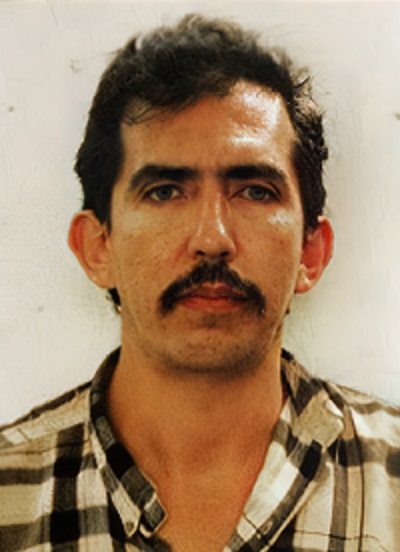
Luis Garavito in 1999

Luis Alfredo Garavito Cubillos (Génova, 25 januari 1957 – Valledupar, 12 oktober 2023) was een Colombiaans seriemoordenaar. Hij bekende in april 1999 dat hij 140 jongetjes verspreid over geheel Colombia verkracht en vermoord had, waarvan er in oktober dat jaar 114 gevonden waren. Het totale aantal zou in werkelijkheid boven de 300 kunnen liggen, als alle plattegronden kloppen die hij tekende in de gevangenis met daarop plaatsen waar hij zijn slachtoffers dumpte. Hij kreeg in de lokale media de bijnamen La Bestia (het beest) en Tribilín (Goofy).
Garavito werd veroordeeld tot dertig jaar gevangenisstraf, op dat moment de hoogst mogelijke straf in Colombia.

## Werkwijze
Garavito richtte zich op kinderen van arme gezinnen en straatkinderen van zes tot zestien jaar. Hij bood ze eten en drinken aan en ging dan met ze wandelen in afgelegen gebieden. Hij zou zich ook hebben voorgedaan als monnik, liefdadigheidsmedewerker en marskramer om hun vertrouwen te winnen. Zodra zijn slachtoffers moe werden, greep Garavito zijn kans. Hij bond ze vast, verkrachtte en martelde ze. Daarna sneed hij ze de keel af of onthoofdde hij ze, waarna hij hun lichamen doorgaans in stukken sneed. Op de meeste stoffelijke overschotten van Garavito's slachtoffers werden ook sporen van marteling gevonden.
Na de ontdekking van een massagraf werd oorspronkelijk het bestaan van een satanische sekte vermoed, maar uiteindelijk leidde het spoor naar Garavito.
Garavito overleed in oktober 2023 op 66-jarige leeftijd in het ziekenhuis aan de gevolgen van kanker.